# Исинга
И́синга (бур. Иисэнгэ) — село в Еравнинском районе Бурятии. Административный центр сельского поселения «Исингинское».

## География
Расположено на восточном берегу озера Исинга, в 55 км к северо-востоку от районного центра, села Сосново-Озёрское, на межрегиональной автодороге Р436 Улан-Удэ — Романовка — Чита.

## История
Осенью 1933 года организуется Еравнинский госрыбзавод Востсибтреста. Контора рыбозавода до 1942 года находилась в Укыре, после чего переехала в село Сосново-Озёрское. В 1942 году были созданы рыбоперерабатывающие пункты Гарам, Тулдун, Малая Еравна и Исинга. В 1940—1950-е годы шло активное развитие всех рыбообрабатывающих пунктов Еравнинского госрыбзавода. К концу 1950-х годов это уже были сформировавшиеся населённые пункты с наличием необходимого жилого фонда. В 1992 году рыбозавод был реорганизован в открытое акционерное общество ОАО «Нептун».

## Население
| 2002 | 2010  | 2012  | 2013 | 2014 | 2015 | 2016 |
| ---- | ----- | ----- | ---- | ---- | ---- | ---- |
| 977  | ↗1027 | ↘1002 | ↘982 | ↘961 | ↘939 | ↘923 |
| 2017 | 2018  | 2019  | 2020 | 2021 | 2023 | 2024 |
| ↘911 | ↘890  | ↘881  | ↘867 | ↗912 | ↘886 | ↘855 |

## Инфраструктура
Средняя общеобразовательная школа, детский сад, Дом культуры, библиотека, фельдшерско-акушерский пункт, почтовое отделение.

## Экономика
СПК «Исинга».

## Достопримечательности
- Алтан — средневековый могильник.
- Бухусан — разновременный могильник неолита, бронзы и железного века.